# Agrostis hendersonii
Agrostis hendersonii är en gräsart som beskrevs av Albert Spear Hitchcock. Agrostis hendersonii ingår i släktet ven, och familjen gräs. Inga underarter finns listade i Catalogue of Life.